# Östergötlands runinskrifter 220
Runinskrift Ög 220 är en runristad gravhäll i Östra Skrukeby kyrka i Östra Skrukeby socken och Linköpings kommun, Åkerbo härad i Östergötland. 

## Gravhällen
Gravhällen som tillhört en kristen gravkista, troligen en så kallad Eskilstunakista, utgjorde fram till 1888 en valvsten över byggnadens södra ingång. Materialet är kalksten och ornamentiken består av flätade rundjur i avancerad Urnesstil. Stenlocket är 187 cm långt, 53-57 cm brett och 9 cm tjockt. Runhöjden är 5-6 cm. Stenen är sprucken i tre delar, men har blivit reparerad. Den från runor översatta inskriften följer nedan:

## Inskriften
Translitterering av runraden:
: suen : auk : iki : letu : kiarua : kumbl : eftʀ :: uibiora : fnþur : sia : koþna : kuþ : hnlbi snlu : hnas : uel :
Normalisering till runsvenska:
Svæinn ok Ingi letu gærva kumbl æftiʀ Vibiorn, faður sinn goðan. Guð hialpi salu hans vel.
Översättning till nusvenska:
Sven och Inge läto göra minnesmärket efter Vibjörn, sin fader god. Gud hjälpe hans själ väl!"